# Pesca de cangrejo real de Alaska

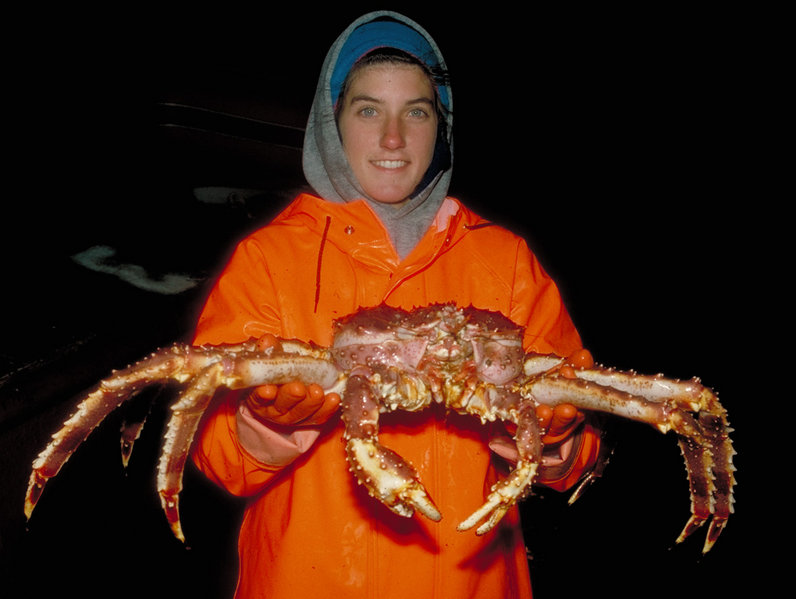
Cangrejo Rojo Real

La pesca del cangrejo real de Alaska  se lleva a cabo durante los meses de otoño en las aguas frente a las costas de Alaska y las islas Aleutianas. La cosecha comercial se realiza durante una temporada muy corta, y la captura se envía a todo el mundo. Grandes cantidades de cangrejo real también se capturan en aguas rusas e internacionales. En 1980, en la cima de la industria del cangrejo real, las pesquerías de Alaska produjeron hasta 200,000,000 libras (91,000,000 kg) de cangrejo. En cambio, en 1983, la captura de esta especie disminuyó considerablemente hasta en un 90% en algunos lugares. 
Se han propuesto varias teorías sobre la caída precipitada en la población de cangrejo, incluida la sobrepesca, las aguas más cálidas y el aumento de la depredación de peces. Como resultado, la temporada actual es muy corta y en la temporada 2010 solo se desembarcaron 24,000,000 libras (11,000,000 kg) de cangrejo real rojo. La pesca del cangrejo de Alaska es muy peligrosa, y la tasa de mortalidad entre los pescadores es aproximadamente 80 veces la tasa de mortalidad del trabajador promedio. Se sugiere que, en promedio, un pescador de cangrejo muere semanalmente durante las estaciones.

## Equipo y proceso
Los barcos de pesca comercial tienen una longitud de entre 12 y 75 m (39 a 246 pies), están equipados con sistemas hidráulicos para levantar la captura y pueden resistir el clima helado del Mar de Bering. Cada barco de pesca establece su propio horario de navegación durante la temporada de pesca de cangrejos, a menudo permaneciendo fuera durante días o semanas a la vez. 
Los pescadores usan una trampa en forma de caja llamada olla que consiste en un marco de acero cubierto con una malla de nylon. Cada maceta pesa entre 600 y 800 lb (270 y 360 kg) y un barco puede transportar entre 150 y 300 macetas. Los peces, generalmente arenques o bacalaos, se colocan dentro como cebo y luego la maceta se hunde hasta el fondo del mar donde reside el cangrejo real. Las macetas se dejan caer en línea recta (conocida como "cadena") para una recuperación más fácil. 
Los cangrejos reales rojos y azules se pueden encontrar en cualquier lugar entre la zona intermareal y una profundidad de 100 brazas (600 pies; 180 m). Los cangrejos reales dorados viven en profundidades entre 100 y 400 brazas (180–720 m, 600–2400 pies). La ubicación de la maceta está marcada en la superficie por una boya que luego se utiliza para su recuperación. Después de permitir que las macetas descansen en el fondo del mar (generalmente uno o dos días para los cangrejos reales rojos y azules, más tiempo para los cangrejos reales dorados), las macetas se arrastran de regreso a la superficie utilizando un cabrestante hidráulico con una polea en el extremo llamada "bloque". Luego se lleva la olla a bordo del bote y la tripulación clasifica el cangrejo real. 
Cualquier cangrejo que no cumpla con los requisitos reglamentarios se devuelve. Los cangrejos se almacenan vivos en un tanque de retención hasta que el bote llega a la orilla, donde se venden. Si el clima se vuelve demasiado frío, los cangrejos vivos pueden congelarse y explotar. Si se dejan en el tanque durante demasiado tiempo, se dañarán y posiblemente se matarán, ya que pueden ser caníbales. Incluso el balanceo del bote puede dañar el cangrejo, por lo que se insertan tablas en las bodegas para evitar un movimiento excesivo de lado a lado. 
Si un cangrejo muere en la bodega por alguna razón, libera toxinas que pueden matar a otros cangrejos. Si la tripulación no puede eliminar los cangrejos muertos, pueden envenenar todo el tanque y arruinar la captura. A los Deckhands se les paga un porcentaje de las ganancias después de que se toma en cuenta la parte del propietario. Esto puede variar desde nada hasta decenas de miles de dólares, dependiendo del tamaño de la cosecha. Los llamados 'greenhorns' (marineros en su primera temporada de pesca) reciben una suma fija de dinero.

## Regulaciones en la pesca
Actualmente, debido a la sobreexplotación de estos codiciados cangrejos de Alaska y a su disminución considerable, se han establecido restricciones para regular y controlar esta situación. Es por eso que ahora los barcos pueden conservar los machos que midan de 12.3 centímetros de ancho y deben dejar libres a las hembras reproductoras, permitiendo de esta forma que puedan regenerarse, manteniendo el equilibro entre ambas partes.
En otros casos más drásticos, se ha llegado a cancelar la temporada de pesca, afectando a numerosas familias que viven de esta actividad.
Cuidar de estos crustáceos, aunque parezca lo contrario, significa igualmente proteger a los pescadores y a sus familias.